# Morinda sarmentosa
Morinda sarmentosa är en måreväxtart som beskrevs av Carl Ludwig von Blume. Morinda sarmentosa ingår i släktet Morinda och familjen måreväxter. Inga underarter finns listade i Catalogue of Life.